# Primera categoria del Campionat de Catalunya de futbol 1933-1934
Resultats de la lliga de Primera categoria del Campionat de Catalunya de futbol 1933-1934.

## Sistema de competició
La Primera categoria continua aquesta temporada amb 8 equips, però es redueix a 6 equips de cara a l'any vinent. D'aquí que els tres darrers classificats disputin el Torneig de promoció amb els tres primers de Segona categoria preferent per només una plaça en joc.

## Fase regular

### Classificació
| Pos | Equip              | PJ | PG | PE | PP | GF | GC | DG  | Pts | Classificació |
| --- | ------------------ | -- | -- | -- | -- | -- | -- | --- | --- | ------------- |
| 1   | CE Sabadell (C)    | 14 | 11 | 1  | 2  | 34 | 19 | +15 | 23  | Campió        |
| 2   | CE Espanyol        | 14 | 9  | 2  | 3  | 40 | 22 | +18 | 20  |               |
| 3   | FC Barcelona       | 14 | 9  | 2  | 3  | 36 | 19 | +17 | 20  |               |
| 4   | CE Júpiter         | 14 | 7  | 1  | 6  | 29 | 23 | +6  | 15  |               |
| 5   | Girona FC          | 14 | 4  | 3  | 7  | 16 | 22 | −6  | 11  |               |
| 6   | Granollers SC (R)  | 14 | 4  | 2  | 8  | 22 | 38 | −16 | 10  | Promoció      |
| 7   | FC Palafrugell (R) | 14 | 2  | 4  | 8  | 13 | 32 | −19 | 8   | Promoció      |
| 8   | FC Badalona (O)    | 14 | 2  | 1  | 11 | 15 | 30 | −15 | 5   | Promoció      |

### Resultats
| 1 · jornada · 8  |                  |                 |                 |
| 3 setembre 1933  | 3 setembre 1933  | 5 octubre 1933  | 5 octubre 1933  |
| 2-1              | Espanyol         | Badalona        | 3-4             |
| 1-4              | Granollers       | Barcelona       | 1-2             |
| 1-0              | Júpiter          | Girona          | 2-1             |
| 1-3              | Palafrugell      | Sabadell        | 1-2             |
| 2 · jornada · 9  |                  |                 |                 |
| 8 setembre 1933  | 8 setembre 1933  | 8 octubre 1933  | 8 octubre 1933  |
| 1-3              | Badalona         | Barcelona       | 0-3             |
| 7-3              | Espanyol         | Palafrugell     | 1-0             |
| 3-4              | Júpiter          | Sabadell        | 0-2             |
| 4-1              | Granollers       | Girona          | 2-0             |
| 3 · jornada · 10 |                  |                 |                 |
| 10 setembre 1933 | 10 setembre 1933 | 12 octubre 1933 | 12 octubre 1933 |
| 2-0              | Sabadell         | Badalona        | 2-1             |
| 2-2              | Girona           | Barcelona       | 0-0             |
| 1-1              | Palafrugell      | Granollers      | 3-3             |
| 1-4              | Júpiter          | Espanyol        | 3-2             |
| 4 · jornada · 11 |                  |                 |                 |
| 17 setembre 1933 | 17 setembre 1933 | 15 octubre 1933 | 15 octubre 1933 |
| 2-2              | Espanyol         | Sabadell        | 2-3             |
| 2-3              | Júpiter          | Barcelona       | 1-3             |
| 2-1              | Granollers       | Badalona        | 3-1             |
| 2-0              | Girona           | Palafrugell     | 2-1             |

| 5 · jornada · 12 |                  |                 |                 |
| 24 setembre 1933 | 24 setembre 1933 | 22 octubre 1933 | 22 octubre 1933 |
| 3-5              | Barcelona        | Espanyol        | 1-3             |
| 3-1              | Sabadell         | Granollers      | 5-2             |
| 2-3              | Badalona         | Girona          | 1-3             |
| 0-0              | Palafrugell      | Júpiter         | 0-3             |
| 6 · jornada · 13 |                  |                 |                 |
| 28 setembre 1933 | 28 setembre 1933 | 29 octubre 1933 | 29 octubre 1933 |
| 7-0              | Barcelona        | Palafrugell     | 0-1             |
| 0-3              | Granollers       | Espanyol        | 0-3             |
| 0-2              | Girona           | Sabadell        | 1-2             |
| 2-1              | Badalona         | Júpiter         | 0-1             |
| 7 · jornada · 14 |                  |                 |                 |
| 1 octubre 1933   | 1 octubre 1933   | 1 novembre 1933 | 1 novembre 1933 |
| 1-2              | Sabadell         | Barcelona       | 1-3             |
| 2-0              | Espanyol         | Girona          | 1-1             |
| 1-1              | Palafrugell      | Badalona        | 1-0             |
| 2-7              | Granollers       | Júpiter         | 0-4             |

### Golejadors
| Gols |                   |                |
| ---- | ----------------- | -------------- |
| 18   | Miquel Gual       | CE Sabadell    |
| 13   | Francisco Iriondo | RCD Espanyol   |
| 11   | Joan Serra        | CE Júpiter     |
| 10   | Joan Ramon        | FC Barcelona   |
| 8    | Balbí Clarà       | Girona FC      |
| 6    | Pitus Prat        | RCD Espanyol   |
| 6    | Edelmiro Lorenzo  | RCD Espanyol   |
| 6    | Àngel Calvet      | CE Sabadell    |
| 6    | Guillem Reixach   | FC Palafrugell |
|      |                   |                |

Notes
- Segons la premsa de l'època que es consulti els golejadors poden variar i en alguns casos poden no ser esmentats, per la qual cosa la classificació pot contenir errors.

## Torneig de promoció

### Classificació
| Pos | Equip           | PJ | PG | PE | PP | GF | GC | DG  | Pts | Classificació |
| --- | --------------- | -- | -- | -- | -- | -- | -- | --- | --- | ------------- |
| 1   | FC Badalona (O) | 10 | 6  | 2  | 2  | 28 | 15 | +13 | 14  | Roman a 1a    |
| 2   | Terrassa FC     | 10 | 5  | 3  | 2  | 29 | 16 | +13 | 13  |               |
| 3   | Granollers SC   | 10 | 6  | 1  | 3  | 28 | 18 | +10 | 13  | Baixa a 2a    |
| 4   | UE Sants        | 10 | 5  | 0  | 5  | 19 | 28 | −9  | 10  |               |
| 5   | FC Martinenc    | 10 | 2  | 1  | 7  | 15 | 25 | −10 | 5   |               |
| 6   | FC Palafrugell  | 10 | 2  | 1  | 7  | 15 | 32 | −17 | 5   | Baixa a 2a    |

### Resultats
| 1 · jornada · 6 |               |              |              |
| 15 abril 1934   | 15 abril 1934 | 27 maig 1934 | 27 maig 1934 |
| 2-1             | Sants         | Terrassa     | 3-5          |
| 0-1             | Martinenc     | Badalona     | 1-5          |
| 1-1             | Palafrugell   | Granollers   | 2-4          |
| 2 · jornada · 7 |               |              |              |
| 22 abril 1934   | 22 abril 1934 | 3 juny 1934  | 3 juny 1934  |
| 3-0             | Terrassa      | Martinenc    | 1-1          |
| 7-1             | Granollers    | Sants        | 0-2          |
| 4-0             | Badalona      | Palafrugell  | 2-3          |
| 3 · jornada · 8 |               |              |              |
| 29 abril 1934   | 29 abril 1934 | 10 juny 1934 | 10 juny 1934 |
| 5-2             | Terrassa      | Granollers   | 0-2          |
| 2-4             | Sants         | Badalona     | 0-4          |
| 2-1             | Palafrugell   | Martinenc    | 2-5          |

| 4 · jornada · 9  |              |               |               |
| 13 maig 1934     | 13 maig 1934 | 24 juny 1934  | 24 juny 1934  |
| 4-1              | Martinenc    | Sants         | 0-3           |
| 1-2              | Palafrugell  | Terrassa      | 1-8           |
| 2-1              | Badalona     | Granollers    | 2-4           |
| 5 · jornada · 10 |              |               |               |
| 20 maig 1934     | 20 maig 1934 | 1 juliol 1934 | 1 juliol 1934 |
| 2-1              | Sants        | Palafrugell   | 3-2           |
| 2-1              | Granollers   | Martinenc     | 5-2           |
| 3-3              | Terrassa     | Badalona      | 1-1           |